# Nationale Evangelische Kirche Damaskus
Die Nationale Evangelische Kirche Damaskus (arabisch الكنيسة الإنجيلية الوطنية) ist die Kirche der Nationalen Evangelischen Synode in Syrien und Libanon in der Altstadt der syrischen Hauptstadt Damaskus.

## Standort
Die Nationale Evangelische Kirche steht in der Wohngegend al-Tal („der Hügel“, التل, DMG at-Tall) im christlichen Viertel der Altstadt von Damaskus an der Dawamneh-Straße (شارع الدوامنة, DMG Šāriʿ ad-Dawāmina), einer im Abschnitt zwischen der „Feuerholz-Kanal-Straße“ (قناية الحطب, DMG Qanāyat al-Ḥaṭab) und dem Dawamneh-Park (حديقة ساحة الدوامنة, DMG Ḥadīqat Sāḥat ad-Dawāmina) in Nord-Süd-Richtung verlaufenden Straße, an deren Ostseite etwa auf halber Strecke im genannten Abschnitt.

## Geschichte
Die Nationale Evangelische Kirche Syriens und Libanons hatte ihre Anfänge zu Beginn des 19. Jahrhunderts, als presbyterianische Missionare aus Großbritannien und den USA im damaligen Osmanischen Reich aktiv waren und erste protestantische Gemeinden mit arabischen Gläubigen in Beirut und Hasbaya entstanden. 1860 wurde die presbyterianische Gemeinde in Damaskus gegründet, und 1866 wurde als erste evangelische Kirche im heutigen Syrien die Kirche an der Dawamneh-Straße in Damaskus fertiggestellt und eröffnet. 1920 wurde die presbyterianische Kirchengemeinde von Damaskus Mitglied der Nationalen Evangelischen Synode Syriens und Libanons.

## Architektur
Die Nationale Evangelische Kirche Damaskus ist ein kleines Kirchengebäude mit rechteckigem Grundriss, flachen, gemauerten Außenwänden und einem Satteldach. Es steht in Nord-Süd-Richtung, zur Dawamneh-Straße also traufständig. Über der im Süden befindlichen hölzernen Eingangstür sind eine Gedenktafel aus Marmor von 1866 und ein schlichtes Kreuz angebracht. Das Innere der Kirche zeichnet sich durch Einfachheit und das Fehlen von Symbolen oder Bildern aus. Beiderseits der Tür sind zwei und an den Seitenwänden jeweils vier große, bunte Mosaikfenster mit Kreuzmotiven in der Mitte.